# Courlandon
Courlandon är en kommun i departementet Marne i regionen Grand Est (tidigare regionen Champagne-Ardenne) i nordöstra Frankrike. Kommunen ligger i kantonen Fismes som tillhör arrondissementet Reims. År 2022 hade Courlandon 302 invånare.

## Befolkningsutveckling
Antalet invånare i kommunen Courlandon
| Referens: INSEE |